# Reichsverkehrsdirektion Minsk
Reichsverkehrsdirektion Minsk var ett tyskt järnvägsdistrikt som drev järnvägstrafik i delar av det ockuperade Sovjetunionen under andra världskriget. Det sattes upp den 6 september 1941 under namnet Haupteisenbahndirektion Mitte som en av fyra Haupteisenbahndirektionen för att ta över driften av de konverterade järnvägslinjerna i de bakre områdena. Det bytte namn till Reichsverkehrsdirektion Minsk den 15 januari 1942 och upplöstes den 25 juli 1944. Direktionen hade sin huvudort i Kiev fram till 6 juli 1944 då man flyttade till ett befälståg utanför Bialystok, den 10 juli flyttade man vidare till Lapy. Trots att man bedrev järnvägstrafik i Rikskommissariatet Ostland hade Rikskommissariatet ingen formell kontroll utan Reichsverkehrsdirektionen löd under Generaldirektion Osten med säte i Warszawa som kontrollerade all järnvägstrafik i öster.

## Organisation
Direktionen hade större avdelningar i följande orter:
Driftsavdelningar
- Baranowitsche
- Brest-Litovsk
- Gomel
- Kalinkovichi
- Minsk
- Mogilev
- Molodechno
- Orsha
- Polotsk
- Unecha

Maskinavdelningar med lokverkstäder
- Brest-Litovsk
- Gomel
- Minsk
- Smolensk
- Polotsk

Byggnadsavdelningar
- Baranowitsche
- Brest-Litovsk
- Gomel
- Minsk
- Mogilev
- Polotsk